# Paruraecha submarmorata
Paruraecha submarmorata är en skalbaggsart som först beskrevs av J. Linsley Gressitt 1936.  Paruraecha submarmorata ingår i släktet Paruraecha och familjen långhorningar.
Artens utbredningsområde är Taiwan. Inga underarter finns listade i Catalogue of Life.